# 토미 장
토미 장(영어: Tommy Chang, 1966년 2월 10일~)은 한국계 캐나다인 무술가, 스턴트 배우 및 배우이며, 태권도 7단, 합기도 8단이다.